# Premio Schock
El Premio Schock fue instituido en el testamento del filósofo y artista Rolf Schock (1933-1986). Se entregó por primera vez en Estocolmo (Suecia) en 1993 y desde entonces se entrega cada dos años. Los ganadores reciben 400.000 coronas suecas, que equivalen aproximadamente a 40.000 euros o 50.000 dólares estadounidenses.

## Categorías
Los premios se entregan en cuatro categorías y son otorgados por comités de tres de las Reales Academias Suecas:
- Premio Schock de Lógica y Filosofía, decidido por la Real Academia de las Ciencias de Suecia.
- Premio Schock de Matemáticas, decidido por la Real Academia de las Ciencias de Suecia.
- Premio Schock de Artes Visuales, decidido por la Real Academia Sueca de Arte.
- Premio Schock de Artes Musicales, decidido por la Real Academia Sueca de Música.

## Galardonados
| Año  | Lógica y Filosofía                                   | Matemáticas                                           | Artes visuales                                  | Artes musicales                    |
| ---- | ---------------------------------------------------- | ----------------------------------------------------- | ----------------------------------------------- | ---------------------------------- |
| 1993 | Willard Van Orman Quine ( Estados Unidos)            | Elias M. Stein ( Estados Unidos)                      | Rafael Moneo (España)                           | Ingvar Lidholm (Suecia)            |
| 1995 | Michael Dummett (Reino Unido)                        | Andrew Wiles ( Estados Unidos)                        | Claes Oldenburg ( Estados Unidos)               | György Ligeti (Hungría/Alemania)   |
| 1997 | Dana Scott ( Estados Unidos)                         | Mikio Satō (Japón)                                    | Torsten Andersson (Suecia)                      | Jorma Panula (Finlandia)           |
| 1999 | John Rawls ( Estados Unidos)                         | Yurij Manin (Rusia/Alemania)                          | Jacques Herzog y Pierre de Meuron (Suiza)       | Kronos Quartet ( Estados Unidos)   |
| 2001 | Saul Kripke ( Estados Unidos)                        | Elliott H. Lieb ( Estados Unidos)                     | Giuseppe Penone (Italia)                        | Kaija Saariaho (Finlandia)         |
| 2003 | Solomon Feferman ( Estados Unidos)                   | Richard P. Stanley ( Estados Unidos)                  | Susan Rothenberg ( Estados Unidos)              | Anne Sofie von Otter (Suecia)      |
| 2005 | Jaakko Hintikka (Finlandia/(EE. UU.)                 | Luis Caffarelli (Argentina)                           | Kazuyo Sejima y Ryue Nishizawa (Japón)          | Mauricio Kagel (Argentina)         |
| 2008 | Thomas Nagel (Yugoslavia/( Estados Unidos)           | Endre Szemerédi (Hungría/(EE. UU.)                    | Mona Hatoum (Líbano/Reino Unido)                | Gidon Kremer (Letonia)             |
| 2011 | Hilary Putnam ( Estados Unidos)                      | Michael Aschbacher ( Estados Unidos)                  | Marlene Dumas (República de Sudáfrica/Holanda)  | Andrew Manze (Reino Unido)         |
| 2014 | Derek Parfit (Reino Unido)                           | Yitang Zhang (EE. UU.)                                | Anne Lacaton y Jean - Philippe Vassal (Francia) | Herbert Blomstedt (Suecia/EE. UU.) |
| 2017 | Ruth Millikan ( Estados Unidos)                      | Richard Schoen (EE. UU.)                              | Doris Salcedo (Colombia)                        | Wayne Shorter ( Estados Unidos)    |
| 2018 | Saharon Shelah ( Israel)                             | Ronald Coifman ( Israel / Estados Unidos)             | Andrea Branzi ( Italia)                         | Barbara Hannigan ( Canadá)         |
| 2020 | Dag Prawitz y Per Martin-Löf ( Suecia)               | Nikolai Makarov ( Rusia / Estados Unidos)             | Francis Alÿs ( Bélgica)                         | György Kurtág ( Hungría)           |
| 2022 | David Kaplan ( Estados Unidos)                       | Jonathan Pila ( Australia)                            | Rem Koolhaas ( Países Bajos)                    | Víkingur Ólaffson( Islandia)       |
| 2024 | Hans Kamp ( Alemania) e Irene Heim ( Estados Unidos) | Lai-Sang Young ([[Estados Unidos\| Estados Unidos]]). | Steve McQueen ( Reino Unido).                   | Oumou Sangaré ( Mali)              |

- Datos: Q550609